# Isola di Papenberg
L'isola di Papenberg (in russo Остров Папенберга, ostrov Papenberga), talvolta chiamata Zmeinyj (остров Змеиный), è un'isola russa che fa parte dell'arcipelago dell'imperatrice Eugenia ed è bagnata dal mar del Giappone.
Amministrativamente appartiene alla città di Vladivostok, nel Territorio del Litorale, che è parte del Circondario federale dell'Estremo Oriente.

## Geografia
L'isola è situata nella parte settentrionale della baia Novik (бухта Новик, buchta Novik), la lunga insenatura che taglia in due l'isola Russkij. Quasi al centro della baia, dista circa 310 m dalla terraferma a sud-ovest e 375 m da quella a nord-est.
Papenberg è un piccolo isolotto leggermente allungato, che misura circa 90 m di lunghezza e 60 m di larghezza, per un'area di 0,004 km². 
L'isola è una gobba rocciosa, con alte scogliere su tutti i lati tranne su quello orientale, che è invece piatto. La superficie è coperta da un denso manto erboso e un piccolo bosco di querce, betulle e tigli.
È disabitata ma è frequentata spesso da pescatori ed è una meta turistica sia d'estate che d'inverno, quando a causa del mare ghiacciato è raggiungibile sia a piedi che in auto.

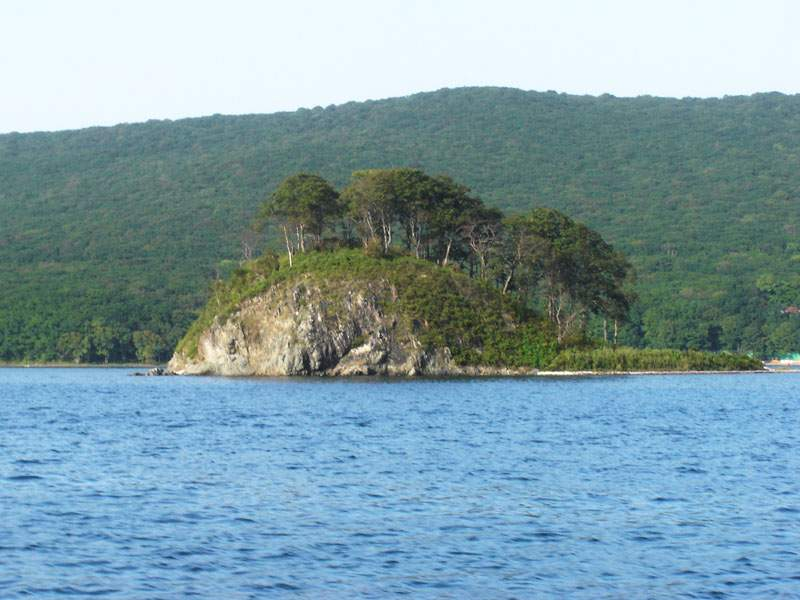